# Taeniophora
Taeniophora is een geslacht van rechtvleugeligen uit de familie Romaleidae. De wetenschappelijke naam van dit geslacht is voor het eerst geldig gepubliceerd in 1873 door Stål.

## Soorten
Het geslacht Taeniophora omvat de volgende soorten:
- Taeniophora acanthopus Gerstaecker, 1873
- Taeniophora caqueta Descamps & Amédégnato, 1971
- Taeniophora carinipes Gerstaecker, 1873
- Taeniophora chocoensis Hebard, 1923
- Taeniophora dagua Hebard, 1923
- Taeniophora dentipes Stål, 1873
- Taeniophora femorata Bruner, 1907
- Taeniophora monstrum Burr, 1899
- Taeniophora nitida Descamps & Amédégnato, 1971
- Taeniophora panamae Hebard, 1924
- Taeniophora pirrensis Rowell, 2012
- Taeniophora pulchripes Stål, 1878
- Taeniophora rubrosignata Descamps & Rowell, 1984
- Taeniophora santosi Rowell, 2012
- Taeniophora tenuipes Descamps & Amédégnato, 1971
- Taeniophora trispinosa Descamps & Amédégnato, 1971
- Taeniophora valleana Descamps & Amédégnato, 1971